# Supermarine Spitfire
De Supermarine Spitfire was een Brits jachtvliegtuig. Het toestel werd in 1938 in productie genomen door Supermarine Division, Vickers Armstrong Ltd.. Het toestel werd gedurende de gehele Tweede Wereldoorlog ingezet door de geallieerden, voornamelijk door de RAF. Er werden in totaal 20 340 stuks gebouwd. Daarnaast bestond ook nog de variant Seafire, waarvan er 2594 werden gebouwd.
De Spitfire valt op door zijn stroomlijn en ellipsvormige vleugels. De versie Mk. XIV haalde een maximumsnelheid van 721 km/h op een hoogte van 8000 meter. Het vliegtuig is vooral bekend door de beslissende rol die het speelde tijdens de Slag om Engeland.
De meeste deskundigen zijn van mening dat de vliegeigenschappen van de Spitfire en zijn Duitse tegenstander, de Messerschmitt Bf 109 elkaar maar weinig ontliepen. De voordelen van de Spitfire waren de bijzondere vleugels, die een betere manoeuvreerbaarheid gaven. Ook had het toestel een groter motorvermogen en een beter zicht vanuit de cockpit. De bolvormige kap bood de mogelijkheid om zowel naar beneden als naar boven in het rond te kijken. Een aanvankelijk nadeel van de Spitfires was dat de erin toegepaste Rolls-Royce Merlin-motor ter verkrijging van een maximaal vermogen met carburateurs was uitgerust, terwijl de Messerschmitt over een injectiemotor beschikte. Door de carburateurs kon de Spitfire geen lange tijd ondersteboven vliegen of steile duiken uitvoeren, doordat bij negatieve g-krachten de motor te weinig brandstof kreeg en daardoor kon uitvallen.

## Ontstaansgeschiedenis

### Prototypes
In 1931 gaf het Britse Air Ministry opdracht tot het ontwerpen van een eendekker jachtvliegtuig met acht machinegeweren en een Rolls-Royce PV-12-motor die een snelheid van 350 mijl (580 km) per uur diende te kunnen ontwikkelen. Vliegtuigbouwer Reginald Mitchell, ontwerper van onder andere de Sea Lion II en winnaar van een Schneider Trophy, ontwierp een prototype, de Type 224. Dit was een eendekker met een lage vleugel en een open cockpit. Het toestel bestond volledig uit metaal. Het landingsgestel was niet intrekbaar. De bewapening bestond uit vier machinegeweren, twee vooraan in de cockpit en twee in de vleugels, die de vorm hadden van meeuwenvleugels. Tijdens testvluchten bleek het koelsysteem sterk onvoldoende. Het ontwerp werd daarom door het Air Ministry afgekeurd.
Mitchell gaf echter niet op en bleef met steun van de eigenaar van Supermarine, Vickers-Armstrong Ltd, het prototype verbeteren. Een nieuw model was voorzien van een aantal grote verbeteringen, waaronder een intrekbaar landingsgestel, zuurstofapparatuur, een gesloten cockpit en een andere motor. Naast deze ingrijpende veranderingen werden de vleugels ook nog dunner en werd de spanwijdte verkleind. Het vliegtuig was ook niet meer volledig uit metaal gebouwd, maar werd grotendeels bespannen met textiel.

### Type 300
In 1935 gaf het Air Ministry opnieuw een order uit voor de bouw van een eendekker. De nieuwe Supermarine werd echter afgewezen, aangezien de specificaties eisten dat er acht machinegeweren werden geïnstalleerd en de Supermarine plaats had voor vier machinegeweren.
Er kwam echter een oplossing voor dit probleem. Mitchell paste de vleugels aan, naar het voorbeeld van enkele Heinkels. De vleugels kregen een elliptische vorm, waardoor er meer plaats was voor de machinegeweren maar ook de voordelen van het eerdere vleugelontwerp gehandhaafd bleven. Deze aanpassing was voldoende voor het Air Ministry, dat prompt een nieuwe specificatie, F.10/35, uitgaf, in volledige overeenstemming met het ontwerp van de nieuwe Supermarine, het Type 300.
In maart 1936 was het prototype (K5054) klaar voor de eerste vlucht, die plaatsvond op 5 maart. Het Air Ministry was onder de indruk van de proefvluchten en bestelde op 3 juni 1936, nog voor het officiële einde van de tests, 310 vliegtuigen van het nieuwe model, dat de naam Spitfire kreeg. De naam was een verwijzing naar een meisje of vrouw met een sterk temperament.

## Varianten

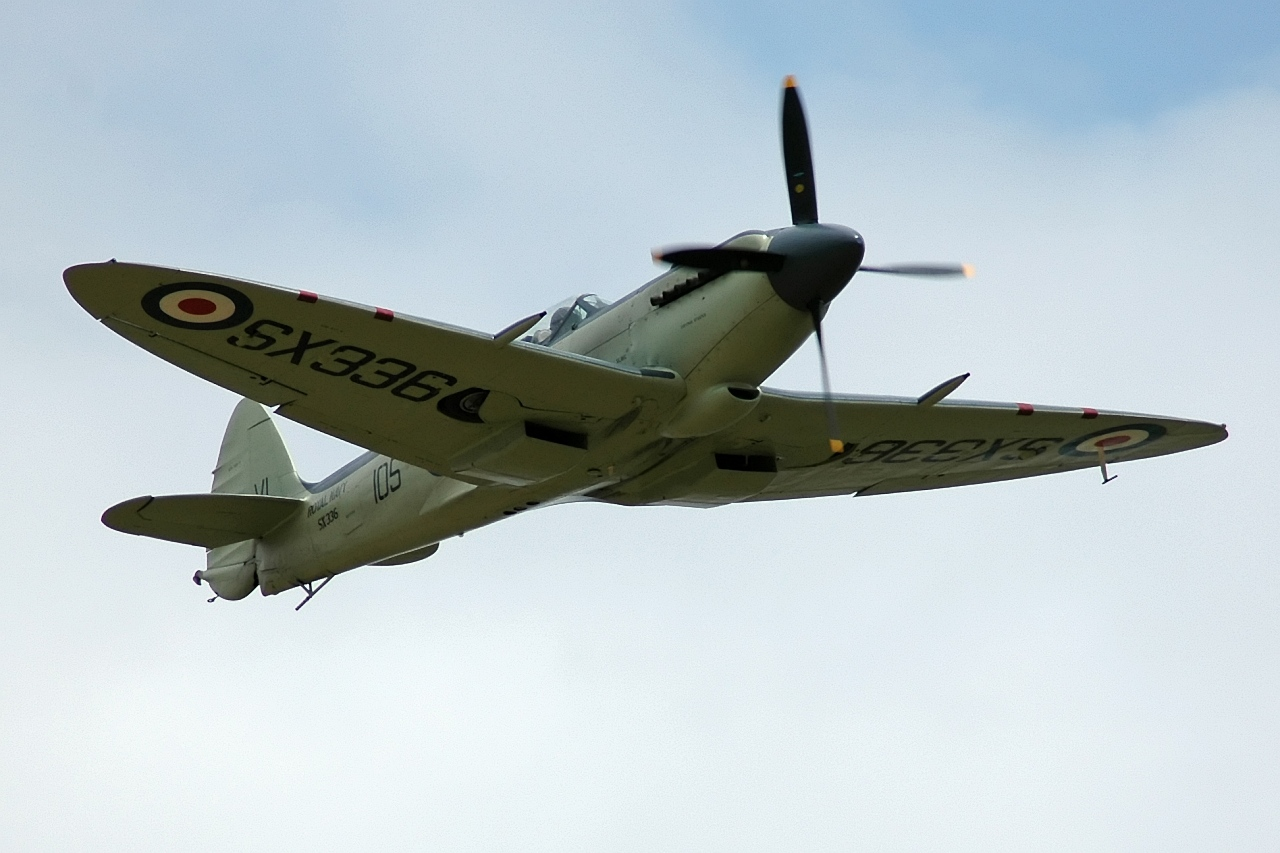
Een Seafire Mk. XVII, in 2006

De eerste grote onderverdeling in de Spitfire is het onderscheid tussen de varianten bedoeld voor de luchtmacht, onder de naam Spitfire; en de varianten bedoeld voor de marine, de Seafires. De naam Seafire werd afgeleid van de naam Supermarine Sea Spitfire. Hoewel deze varianten zich op verschillende wijze verder ontwikkelden, bleef er toch een constante, namelijk de gebruikte motor. Tot 1942 werd uitsluitend de Merlin-variant gebruikt, zowel bij de Seafire als bij de Spitfire. Vanaf dat jaar schakelde men echter over op de Griffon-variant. In totaal waren er 24 Marks bij de Spitfire. Het talrijkst waren de Mk V's, met in totaal 6479 exemplaren.

### Merlin
Tot aan Mk XII maakten alle Spitfires gebruik van de Merlin-motor, die ook in het prototype werd ingebouwd. Iedere versie had ook een aantal verschillende wapensystemen, samengebracht in vier vleugelvarianten, van A tot en met E, met uitzondering van variant D. Het verschil bij deze varianten zat in het aantal en het soort wapens waarover het toestel kon beschikken. De A-variant beschikte over acht .303 machinegeweren, de B over vier .303-machinegeweren en twee 20 mm Hispano Suiza-kanonnen. De C-variant was de meest gebruikte, vandaar ook de verwijzing Universal Wing. Deze variant beschikte ofwel over vier 20 mm-kanonnen ofwel twee 20 mm-kanonnen en vier .303-machinegeweren. Als laatste werd de E-variant ontwikkeld, die beschikte over twee 20 mm-kanonnen en twee .50 inch Browning-machinegeweren.

### Griffon
In 1942 kwam een nieuwe versie, de Mk XII, in gebruik, die gebruik maakte van de Griffon-motor. Deze kwam echter pas in 1943 in volle dienst. De nieuwe versies had enkele belangrijke verbeteringen, zoals een grotere maximumsnelheid en een krachtige motor, die het toestond om tot 10 000 m (30.000 voet) te stijgen in minder dan acht minuten. Het grote probleem van de Spitfire was en bleef het feit dat de brandstoftanks en dus het vliegbereik onvoldoende waren voor langeafstandsvluchten. Uitsluitend de types gebruikt als verkenners kregen extra brandstoftanks, maar dit ging ten koste van de bewapening.
Deze belangrijke tekortkoming was mede de reden dat Amerikaanse toestellen het escorte over lange afstand van bommenwerpers op zich moesten nemen. De Griffons werden nog ingezet als onderscheppingsjagers tegen Duitse V-1's en jachtbommenwerpers. De Merlins daarentegen werden zelf ingezet als jachtbommenwerpers boven vijandelijk gebied.

## Operationele geschiedenis

### Slag om Engeland
Toen de Spitfires eenmaal besteld werden, duurde het tot 4 augustus 1938 voordat ze werkelijk geleverd werden. De eerste werden geleverd aan het 19e Squadron van de RAF in Duxford. Tot aan de Tweede Wereldoorlog werden er nog eens 400 geleverd en er waren er 2000 extra besteld.
In september 1939 brak de Tweede Wereldoorlog uit. Echte oorlogshandelingen kwamen er voor het nieuwe type niet tot in 1940, toen de Slag om Engeland begon. De Spitfires worden samen met de Hawker Hurricanes genoemd als de overwinnaars van de Slag om Engeland en de Spitfire als het beste vliegtuig van de oorlog. De Hurricane werd echter in grotere aantallen gebruikt tijdens de slagen van 1940.
De bewapening van de oudste Spitfires en Hurricanes was gelijk; ze hadden elk acht 7,696 mm-machinegeweren, maar bij de Hurricane waren ze zo geplaatst dat ze geconcentreerder konden vuren. De Spitfire had dan weer het voordeel dat hij sneller was en beter wendbaar op grote hoogtes. De standaard RAF-tactiek was dan ook om de Hurricanes de trage Duitse bommenwerpers te laten aanvallen en de Spitfires de escortes, die meestal uit Messerschmitt Bf 109's bestonden. Dit vliegtuig bleek een taaie tegenstander, hoewel het iets trager was dan de Spitfire. In totaal hebben de Hurricanes meer toestellen van de Luftwaffe neergeschoten dan de Spitfires, maar dit kan verklaard worden door het grotere aantal Hurricanes in de lucht. 70% van de Duitse verliezen kwamen op het conto van de Hurricanes, maar hun verliezen waren ook aanzienlijk hoger dan die van de Spitfires.
Een groter nadeel van beide types was dat ze de .303 Browning-machinegeweren gebruikten, die niet effectief door het pantser van de Duitse toestellen konden boren. Naarmate de slag om Engeland voortging kregen de vijandelijke vliegtuigen namelijk extra pantser in de kritieke delen van het toestel. De oplossing voor dit probleem was het monteren van minder wapens, maar wel van een groter kaliber in de latere versies van de Spitfire. Zo kwam de Mark V in 1941 in dienst met twee 20 mm-kanonnen en vier .303-machinegeweren, wat de standaard zou worden tijdens de oorlog.
De sterkste tegenstander was de Duitse Messerschmitt Bf 109. Dit toestel was ongeveer gelijkwaardig aan de Spitfire, zowel qua grootte als bewapening. Er waren echter enkele kleine verschillen die de strijd in het voordeel van de Spitfire beslechtten. 
De Spitfire was sneller en wendbaarder dan de Messerschmitt en de cockpit van de Spitfire was ruimer en de perspexkap boller. Dit zorgde voor een beter uitzicht en was een belangrijk voordeel op zijn Duitse tegenstander.
De Messerschmitt had echter een groot voordeel op de Spitfire (en de Hurricane), namelijk dat daarmee een erg steile duikvlucht gemaakt kon worden. De Merlinmotor had namelijk geen brandstofinjectie. Bij een steile duikvlucht werd de brandstof door de negatieve g-kracht in de vlotterkamer van iedere carburateur naar boven geduwd zodat de motor te weinig brandstof kreeg. Na enige tijd viel dan de vlotter zelf op de bodem van de vlotterkamer en werd juist een veel te rijk mengsel aangeleverd waardoor de motor meteen 'verzoop' en daardoor helemaal uitviel. Door deze tekortkoming kon de Spitfire geen negatieve g-manoeuvres uitvoeren. De piloten van de RAF vonden hiervoor een oplossing: ze maakten eerst een halve rol en voerden de duikvlucht aldus boogvormig uit. Dat kostte evenwel tijd en zo konden de tragere Messerschmitts veelal toch ontkomen. In maart 1941 kwam een eerste technische oplossing, bestaande uit een metalen ring met gekalibreerde opening die halverwege de vlotterkamer werd gemonteerd, waardoor nooit méér dan de bij vol vermogen benodigde hoeveelheid brandstof, kon passeren. Deze werd door de piloten Miss Shilling's orifice gedoopt, naar de vrouwelijke ingenieur Beatrice "Tilly" Shilling die het dingetje in al zijn briljante simpelheid - het onderscheidde zich niet wezenlijk van een gewone sluitring met een klein gaatje - had bedacht. Een nadere verbetering werd later gevonden in de verplaatsing van de brandstofuitloop van de bodem van de vlotterkamer naar de zijkant ervan, precies halverwege. In 1943 werd ten slotte een vorm van brandstofinjectie ingevoerd, maar al in 1942 werd begonnen met het bouwen van een nieuwe motorvariant, de Griffon.

### Europa (1941 - 1943)

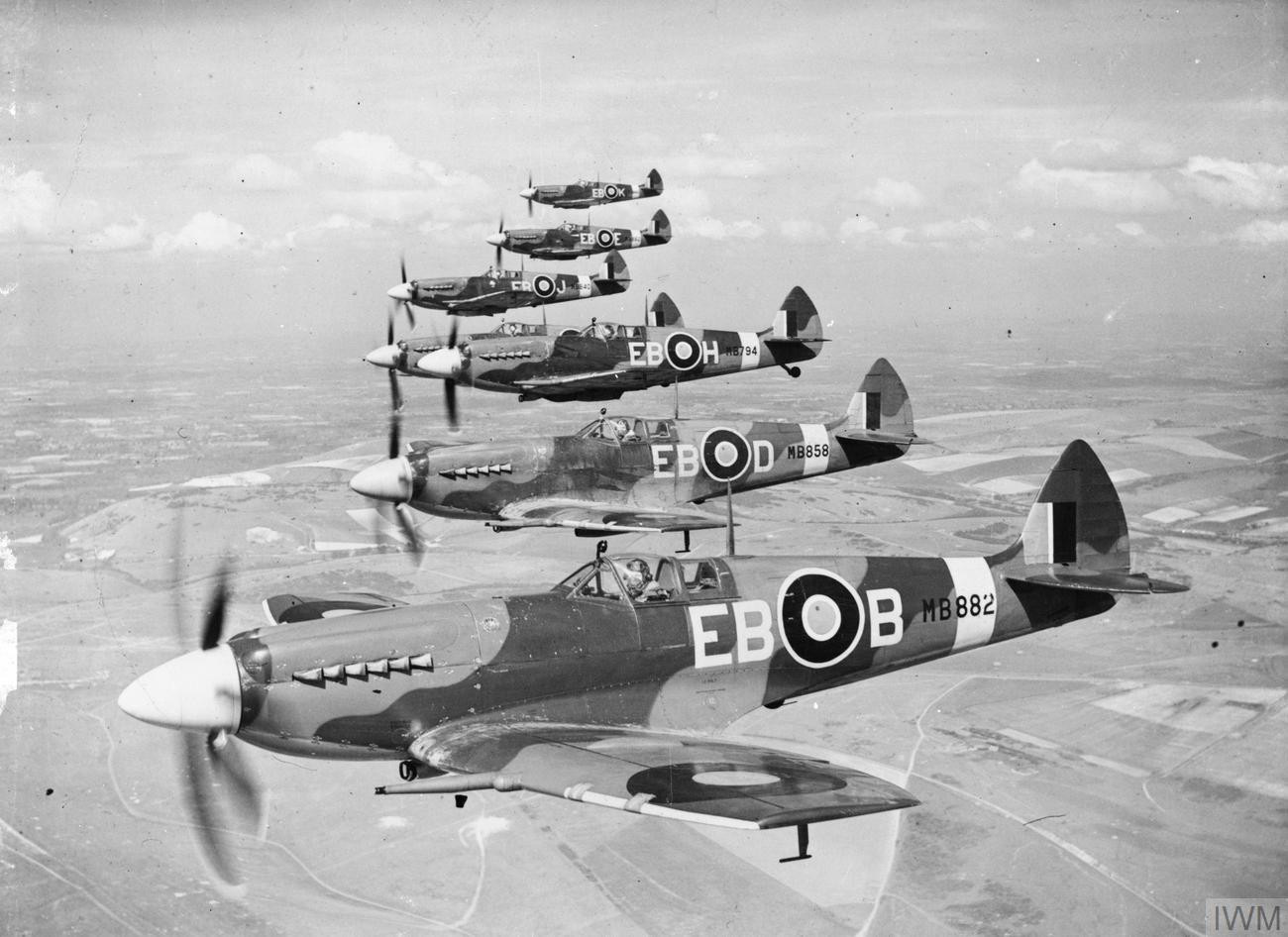
Spitfires Mk XII van het 41e squadron

Aan het einde van 1941 introduceerde de Luftwaffe een nieuw toestel in het luchtruim boven het Kanaal. Deze opvolger voor de Messerschmitt Bf109, de Focke Wulf Fw 190 betekende een groot probleem voor het Fighter Command van de RAF. Dit nieuwe toestel was in alle opzichten superieur aan de toen vliegende versie van de Spitfire, de Mark VB. Gedurende het grootste deel van het jaar 1942 verkreeg de Luftwaffe de superioriteit in de lucht en een groot deel van de Spitfires ging verloren. Om dit probleem voorlopig op te lossen kreeg een aantal squadrons een aangepaste versie van de Mark V, waarbij vier voet van de vleugeltop werd verwijderd, waardoor de vliegtuigen sneller een rol konden uitvoeren. De Merlin-motor werd ook aangepast, zodat op lagere hoogte betere prestaties mogelijk waren. Een echte oplossing kwam echter pas met de invoering van de Mark IX, die een nieuwe Merlin 61-motor had.
Vanaf het einde van 1942 begon de rol van de Spitfire te veranderen. Het toestel werd toen steeds minder gebruikt voor de verdediging van Engeland en steeds meer voor het escorteren van de grote groepen bommenwerpers die het Britse Bomber Command en later de Amerikaanse 8th Air Force uitstuurde. Het feit dat de Spitfire echter maar 635,7 km kon vliegen, betekende dat de bommenwerpers hun bescherming verloren zodra ze Noordwest-Europa verlieten. Toen er steeds meer gebombardeerd werd in Centraal-Europa, verving men de Spitfires door Amerikaanse toestellen, zoals de P-47 Thunderbolt, de P-38 Lightning en de P-51 Mustang.

### Zuid-Europa (1942 - 1945)

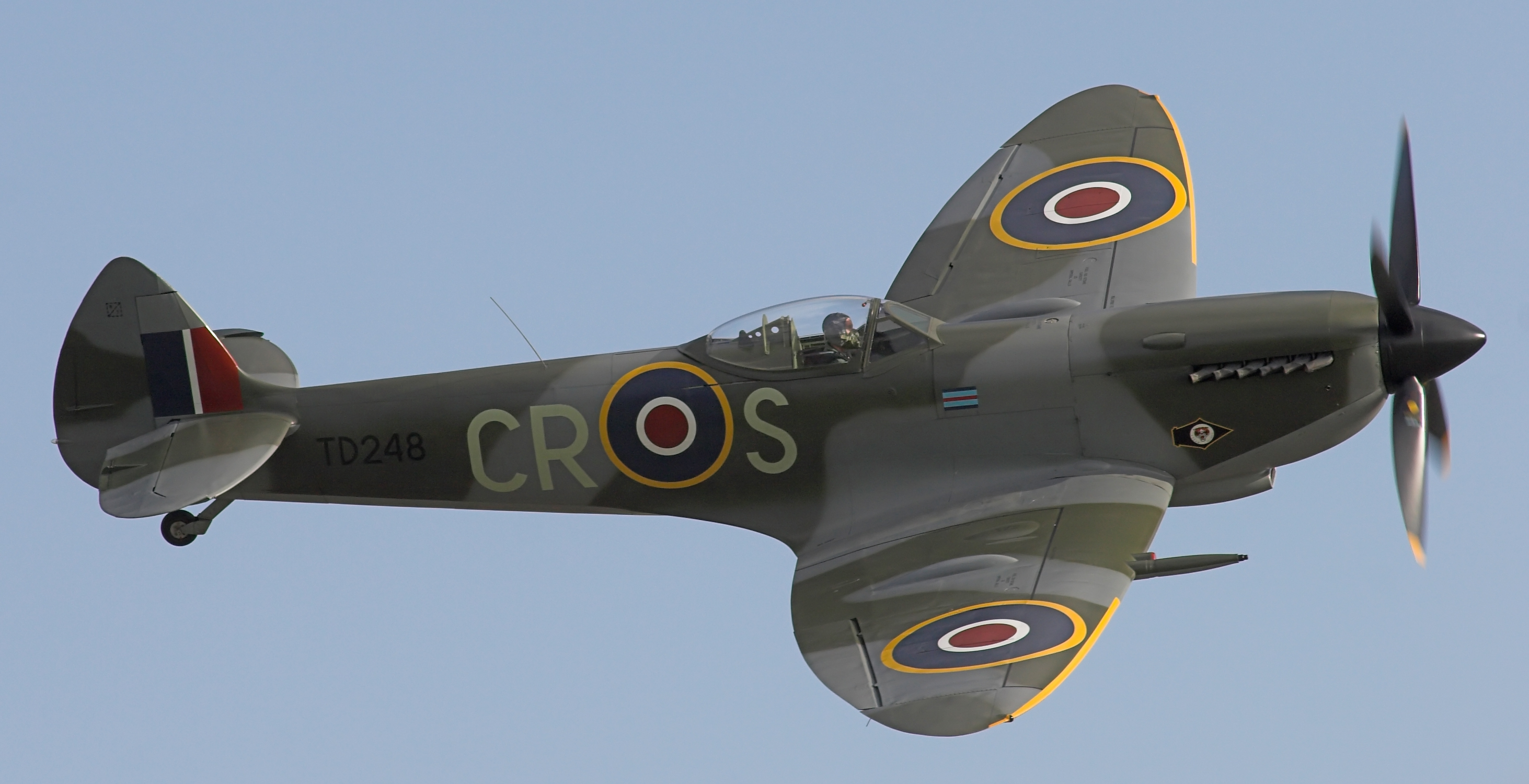
Een Spitfire in Duxford in 2006

Het belangrijkste steunpunt voor de Britten in de Middellandse Zee was het eiland Malta. Dit eiland lag strategisch ten opzichte van de vaarroute van de asmogendheden naar het gevechtsgebied in Noord-Afrika. De luchtstrijdkrachten die opereerden vanaf het eiland moest zich tot maart 1942 behelpen met Hawker Hurricanes. In die maand kwamen Spitfires (Mk V) beschikbaar vanaf het vliegdekschip HMS Eagle. Uiteindelijk waren er ongeveer 275 Spitfires aanwezig.
Later dat jaar en in 1943 werden er ook Spitfires naar de slagvelden van Noord-Afrika gestuurd, zij het dan vooral de verbeterde versie Mk VIII. Later werden ook de USAAF en de South African Air Force versterkt met Spitfires. Om te verhinderen dat de motor van het vliegtuig het zou begeven door woestijnstof werd onder de neus een Vokes-luchtfilter geplaatst. Dit had echter als nadeel dat het toestel minder goed presteerde dan die van de Luftwaffe.
Vanaf 9 september 1943 werd ook de Italiaanse luchtmacht, die aan de zijde van de geallieerden vocht sinds de val van Mussolini, uitgerust met enkele Spitfires. Op 31 december 1944 waren er 17 Spitfires Mk V in dienst bij de Italianen en aan het einde van de oorlog waren dat er 40. De laatste missie die werd gevlogen in Europa, op 5 mei 1945 werd uitgevoerd door twee Italiaanse Spitfires.

### Azië
In Azië was de belangrijkste gebruiker van de Spitfire niet de RAF, maar de Royal Australian Air Force; twee squadrons van de RAAF en een squadron van de RAF waren in februari 1943 met Spitfires Vb uitgerust. Ze werden door de RAAF met name gebruikt om Japanse luchtaanvallen op Noord-Australië af te weren. De Spitfire bleek echter een onverwacht nadeel te hebben tegenover de Japanse toestellen, zoals de Zero. De Spitfire-piloten konden niet zo snel draaien als hun tegenstanders. Om dit te compenseren namen ze tactieken over van de Duitsers, ze gebruikten hun hoge (duik)snelheid en achtervolgden de Japanse toestellen tot die geen brandstof meer hadden.

### Europa (1944 - 1945)

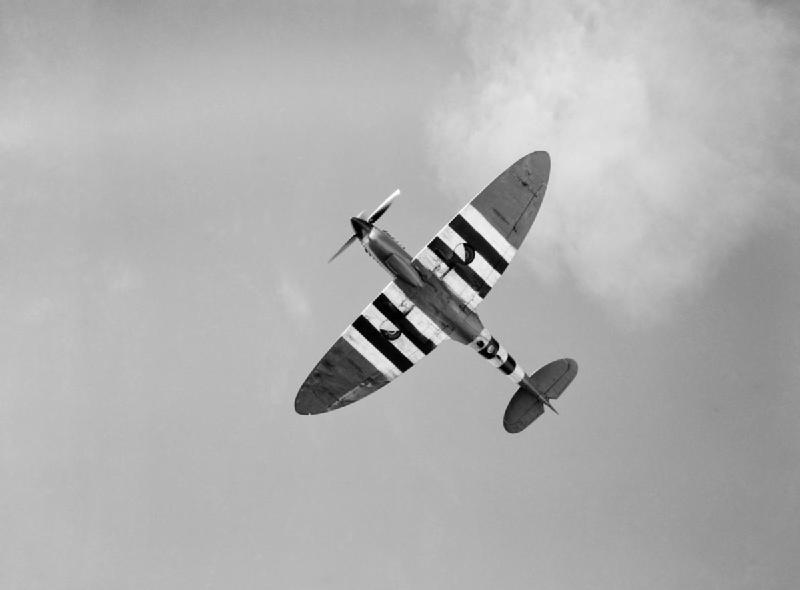
Een Spitfire, gebruikt als verkenningstoestel, boven Normandië in 1944

Tijdens de landing in Normandië werd de Spitfire in combinatie met de andere gevechtsvliegtuigen van de geallieerde luchtvloot gebruikt om het luchtoverwicht te veroveren en te behouden. Na de landing kon de Spitfire echter opereren vanaf vliegvelden op het vasteland en zo dichter in de buurt van vijandelijk gebied. Door het geallieerde luchtoverwicht kreeg de Spitfire niet veel kansen meer om de Luftwaffe effectief te bevechten en moest zich dientengevolge tevreden stellen met een rol als ondersteuning voor grondtroepen. Het nadeel hieraan was dat het Merlin-glycolkoelsysteem heel kwetsbaar was voor geweervuur. Dit kon, in het slechtste geval, leiden tot het volledig vernietigen van het vliegtuig.
Een andere taak voor de Spitfire, vooral voor de nieuwere, snellere versies, was het afweren van het V-1-kruisvluchtwapen, dat vanaf juni 1944 als vergeldingswapen op Brits grondgebied werd afgestuurd. De meeste van die vliegtuigen werden echter voor het einde van de oorlog al overgeplaatst naar het vasteland.

### Europa (1945 - 1955)

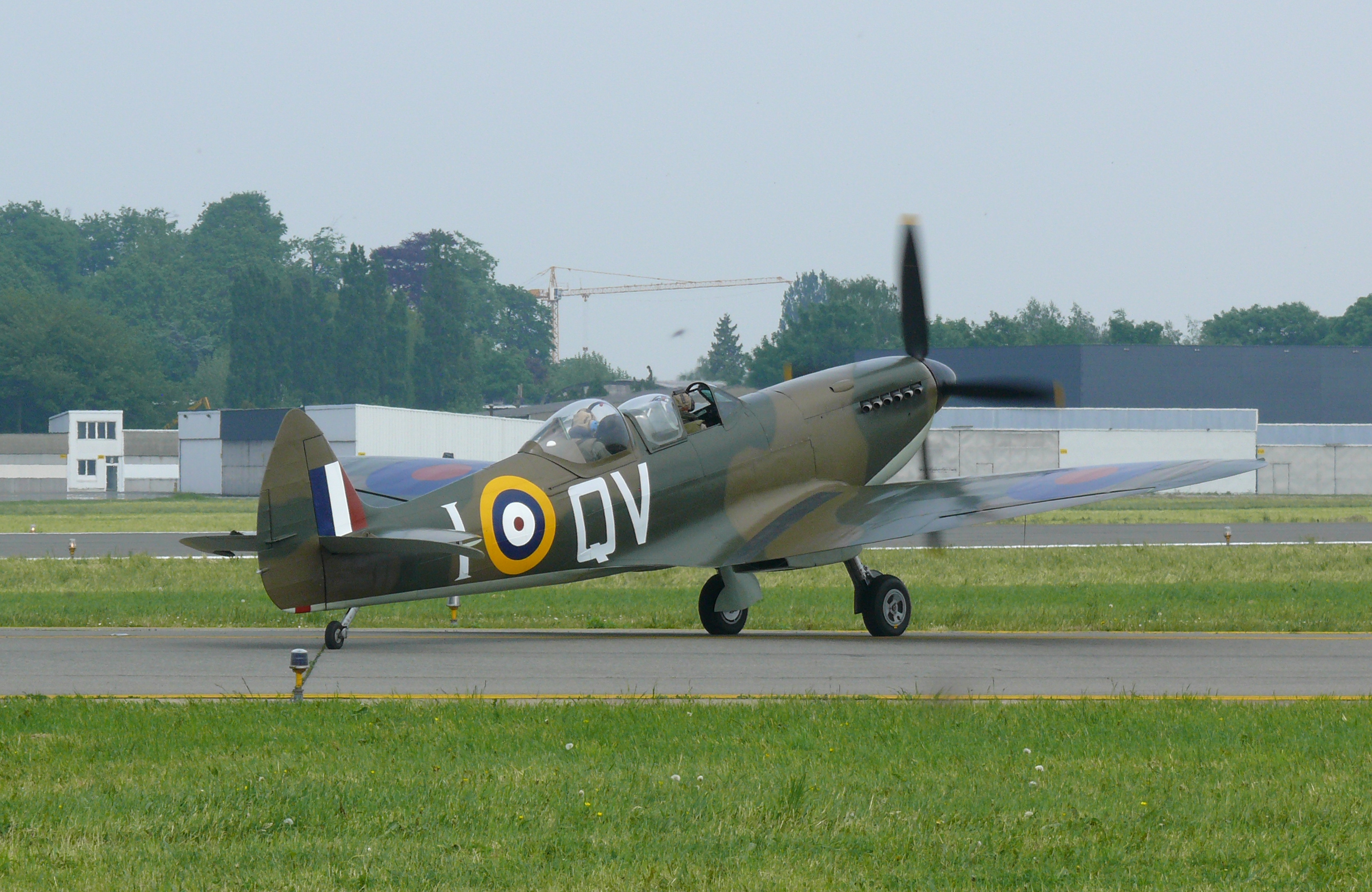
Supermarine Spitfire T9C trainingstoestel in 2012

Tijdens de Koude Oorlog gebruikte de Zweedse luchtmacht een spionage-eenheid, bestaande uit 50 Mk XIX, gestationeerd in Nyköping. Deze eenheid was opgericht om de marine- en luchtmachtbases in de Oostzee en op het schiereiland Kola te fotograferen en te bespioneren. Om deze taak te vervullen namen ze het niet zo nauw met de internationale regels. Er waren flagrante schendingen van het Sovjetluchtruim en incidenteel ook van het Finse. Deze operaties, waarbij overigens geen enkel toestel verloren ging, waren mogelijk doordat geen enkel Sovjettoestel de vlieghoogte had van de Mk XIX. Toen dat wel het geval was, rond het begin van de jaren vijftig, werden de vluchten gestaakt. Rond 1955 werden ze uitgevoerd met de Saab S 29C.
Een belangrijke rol was weggelegd voor de Spitfire in de Griekse Burgeroorlog, gedurende oktober en december van het jaar 1944. De toestellen werden daar gevlogen door piloten van de Royal Air Force en de Zuid-Afrikaanse luchtmacht. Vanaf 1946 werden deze toestellen overgedragen aan de Griekse luchtmacht die ze bleef gebruiken tot het einde van de oorlog in augustus 1949.
Anno 2021 beschikt de Koninklijke Luchtmacht via de Koninklijke Luchtmacht Historische Vlucht nog steeds over een vintage Spitfire Mk.IX afkomstig uit deze periode. Dit toestel is - samen met enkele exemplaren die eigendom zijn van een privépersoon - gestationeerd op de luchtmachtbasis Gilze-Rijen en daar ondergebracht in de hangar van de Koninklijke Luchtmacht Historische Vlucht. Twee van de toestellen zijn uitgedost in de kenmerken van het 322 Squadron, één in de kleuren zoals het squadron tijdens de tweede Wereldoorlog bij de RAF diende, het andere in volledig Nederlands kleurenschema. Met alle 4 de toestellen wordt nog geregeld gevlogen. Er wordt vrijwel wekelijks voor demonstraties getraind boven de zee voor de kust nabij Hoek van Holland en 's-Gravenzande.

### Midden-Oosten (1948 - 1955)
Tijdens de Arabisch-Israëlische Oorlog van 1948 werden voor het laatst Spitfires bij gevechtshandelingen ingezet. Opmerkelijk was dat beide kanten de beschikking hadden over Spitfires, de Israëlische werden gevlogen door ex-RAF-piloten. De Egyptische luchtmacht had zelfs de beschikking over RAF-spitfires.

## Records

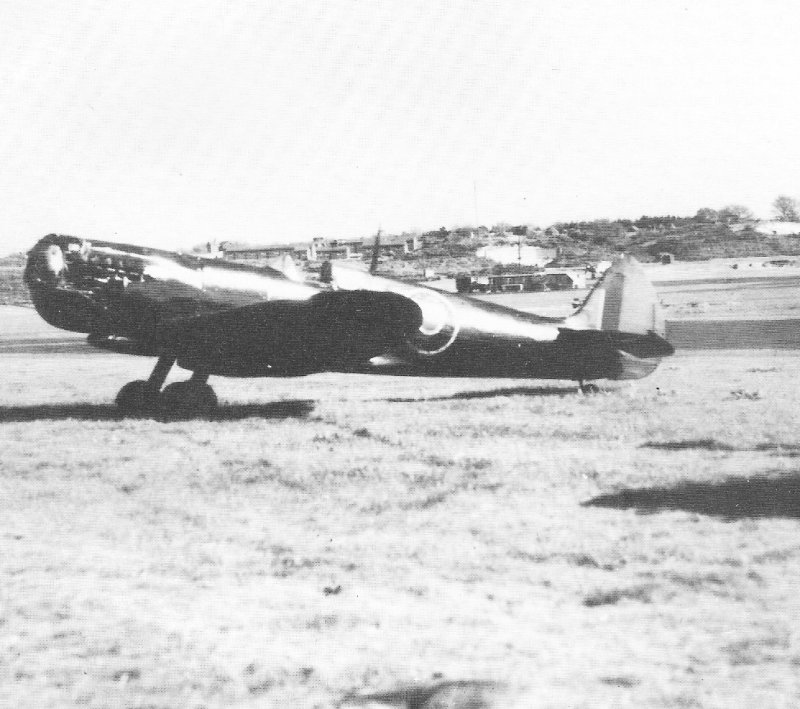
De Spitfire Mk XI, na de vlucht waarin het toestel een snelheid van 975 km/h bereikte

Tijdens de Tweede Wereldoorlog was er nog weinig bekend over het gedrag van een vliegtuig in de buurt van de geluidssnelheid. Daarom werden er tests gedaan, in 1943 in Farnborough, Hampshire, om dit te onderzoeken. Een Spitfire Mk XI werd daarvoor gebruikt omdat dit vliegtuig de hoogste snelheid kon bereiken. Het toestel werd uitgerust met een nieuwe propeller om overspeed tegen te gaan. Tijdens een van deze tests bereikte het toestel, met als piloot J. R. Tobin, een snelheid van 975 km/h (Mach 0,891) in een duikvlucht.
Negen jaar na dit record, in 1952, bereikte een ander toestel, een Spitfire Mk XIX, de hoogste vlieghoogte die ooit werd bereikt door een Spitfire. Deze vlucht werd ondernomen in Hongkong om de luchttemperatuur en andere meteorologische verschijnselen te rapporteren. Het toestel bereikte een hoogte van 15 240 m (50 000 voet), maar door een fout in de apparatuur vloog hij in werkelijkheid op 15 712 m (51 550 voet). Hierdoor werd de druk in de cabine gevaarlijk laag, de piloot, Ted Powles, moest overgaan tot een duikvlucht. Hij slaagde er na een enorme duikvlucht in om de controle over het toestel te hernemen op 900 m hoogte. De apparatuur gaf aan dat hij een snelheid van 1110 km/h (Mach 0,94) zou bereikt hebben, maar dit wordt toegeschreven aan fouten in de instrumenten.